# Global Brigades
Global Brigades (с англ. — «Мировые Бригады») — крупнейшая студенческая международная некоммерческая организация, ставящая своей целью улучшение благосостояния деревенских общин в бедных странах путём привлечения студентов-волонтёров.
В 2011 году 4127 студентов из многих университетов участвовали в программах Global Brigades. Бригады студентов обычно состоят не менее чем из 30 человек, которые в течение 7-10 дней трудятся в общинах, помогая местному населению, а по прошествии указанного срока сменяются другой рабочей бригадой. Как правило, один университет обеспечивает отдельную общину волонтёрами на протяжении 3-4 месяцев. В основном, усилия бригад сосредоточены на Гондурасе, Панаме, Никарагуа и Гане.
Организацией были разработаны 9 целевых программ, по которым ведут работу волонтёры в развивающихся странах и решают ту или иную социальную проблему.
1. Архитектура
2. Предпринимательство
3. Стоматология
4. Экология
5. Закон
6. Медицина
7. Микрофинансирование
8. Общественное здоровье
9. Вода

При достижении общиной положительного баланса в этих сферах жизнедеятельности, Global Brigades покидает общину и разворачивает свою деятельность в другой.